# Пац, Самуил
Самуил Пац (1590 — 8 января 1627) — государственный и военный деятель Великого княжества Литовского, ротмистр, полковник и региментарий, хорунжий великий литовский (1623—1627).

## Биография
Представитель литовского магнатского рода Пацов герба «Гоздава». Младший сын подкомория берестейского Николая Доминиковича Паца (ум. 1595) и Анны Агаты Богдановны Сапеги. Старший брат — подканцлер литовский Стефан Пац (1587—1640).
Начал военную службу в звании ротмистра гусарской хоругви, затем стал полковником и региментарием литовской армии. 5 мая 1623 года Самуил Пац получил должность хорунжего великого литовского.
Получил в пожизненное владение девять деревень в Бобруйском старостве, в том числе Паричи, в собственность — Любоничи под Бобруйском и Горошков в Речицком повете.
Участник войн Речи Посполитой со Швецией (1600—1629), Русским государством (1609—1618) и Османской империей (1621). В 1610 году был ранен в голову в боях под Москвой, во время осады Смоленска получил ранение в ногу. Полковник Самуил Пац под командованием гетмана великого литовского Яна Кароля Ходкевича участвовал в битвах под Кирхгольмом (1605), Смоленском (1609—1611) и Хотином (1621).
Скончался 8 января 1627 года и был похоронен в Вильно.

## Семья и дети
Был женат на Петронелле Тризне (ум. после 1633), дочери воеводы перновского Петра Тризны. Дети:
- Ян Самуил Пац (1616—1654), дворянин королевский (1639), подстолий великий литовский (1654), войт могилевский (1652)
- Доминик Казимир Пац (ум. 1665/1666), дворянин покоевый королевский
- Анна Пац, жена писаря земского виленского Мартина Воловича
- Гилярия Пац, жена маршалка ошмянского Яна Зеновича